# Arcebispado de Mogúncia
O Arcebispado de Mogúncia ou Mainz (em alemão: Erzbistum Mainz) ou Eleitorado de Mogúncia (em alemão: Kurfürstentum Mainz) foi um influente principado-bispado eclesiástico e secular do Sacro Império Romano-Germânico entre 780–782 até 1802. Na hierarquia da Igreja Católica, o Arcebispo de Mogúncia era o primaz da Alemanha, como substituto do papa ao norte dos Alpes. Exceto Roma, a Sé de Mainz era a única a que se referia como Santa Sé, embora o uso tenha desaparecido.
O arcebispado foi significante principado eclesiástico do Sacro Império. Seu território incluía as terras em volta da Mogúncia (Mainz), as terras da margem esquerda do Reno, como também terras ao longo do Meno até Frankfurt (incluindo o distrito de Aschaffenburg), a região de Eichsfeld, na Baixa Saxônia e na Turíngia, e o território cerca de Erfurt. 
O príncipe-bispo era um dos príncipes-eleitores imperiais, o arqui-chanceler da Alemanha, e presidiu oficialmente o colégio eleitoral em 1251 e permanentemente de 1263 até sua extinção, em 1803.

## Lista de arcebispos de Mogúncia, 745-1803
- São Bonifácio 745-755
- Lulo 755-786
- Ricolfo 787-813
- Adolfo 813-826
- Odgar 826-847
- Rábano Mauro 848-856
- Carlos 856-863
- Ludberto 863-889
- Sunderoldo 889-891
- Hato I 891-913
- Herigar 913-937
- Frederico 937-954
- Guilherme 954-968
- Hato II 968-970
- Rudbrecht 970-975
- Wilgis 975-1011
- Ercembaldo 1011-1021
- Áribo 1021-1031
- Bardo 1031-1051
- Leutpoldo 1051-1059
- Sigurdo I 1060-1084
- Vezilo 1084-1088
- Rudarto 1088-1109
- Adalberto I 1111-1137

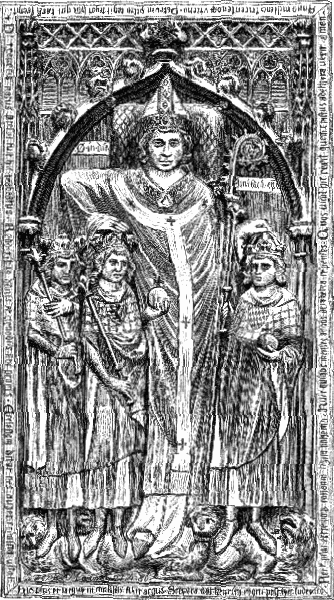
Pedro Aspelto, Arcebispo de Mogúncia (1306-1320)

- Adalberto II von Saarbrücken 1138-1141
- Marcolfo 1141-1142
- Henrique I 1142-1153
- Arnold 1153-1160
- Conrado I de Wittelsbach 1161-1165
- Cristóvão I 1165-1183
- Conrado I de Wittelsbach (restaurado) 1183-1200
- Lupoldo de Scheinfeld 1200-1208
- Sigurdo II de Eppenstein 1200-1230 (em oposição a 1208)
- Sigurdo III de Eppenstein 1230-1249
- Cristóvão III de Weissenau 1249-1251
- Gerardo I de Daun-Cirberga 1251-1259
- Werner II von Eppenstein 1260-1284
- Henrique II de Isny 1286-1288
- Gerardo II de Eppenstein 1286-1305
- Pedro Aspelto 1306-1320
- Matias de Buchek 1321-1328
- Henrique III de Virneberga 1328-1337
- Gerlaco de Nassau 1346-1371
- João I de Luxemburgo-Ligny 1371-1373
- Luís de Meissen 1374-1379
- Adolfo I de Nassau 1379-1390
- Conrado II de Weinsberg 1390-1396
- João II de Nassau 1396-1419
- Jofrido de Leiningen 1396-1397 (na oposição)
- Conrado III Wild- und Rheinsgraf zum Stein 1419-1434
- Teodorico I 1434-1459
- Dieter de Isemburgo 1460-1461
- Adolfo III de Nassau 1461-1475
- Dieter de Isemburgo (restaurado) 1476-1482
- Alberto II 1482-1484
- Bertoldo de Heneberga-Römhild 1484-1504
- Jakob von Liebenstein 1504-1508
- Uriel von Gemmingen 1508-1514
- Albert III von Brandemburgo 1514-1545
- Sebastian von Heusenstamm 1545-1555
- Daniel Brendel von Homburgo 1555-1582
- Wolfgang von Dalberg 1582-1601
- Johann Adam von Bicken 1601-1604
- Johann Schweikhard von Cromberga 1604-1626
- Georg Friedrich von Greiffenklau 1626-1629
- Anselm Casimir Wambold von Untadt 1629-1647
- Johann Philipp von Schönborn 1647-1673
- Lothar Friedrich von Metternich 1673-1675
- Damian Hartrad von der Leyen 1675-1678
- Karl Heinrich von Metternich 1679
- Anselm Franz von Ingelheim 1679-1695
- Lothar Franz von Schönborn 1695-1729
- Franz Ludwig von Pfalz-Neuburg 1729-1732
- Philipp Karl von Eltz 1732-1743
- Johann Friedrich Karl von Ostein 1743-1763
- Emmerich Josef von Briedbach 1763-1774
- Friedrich Karl Josef von Erthal 1774-1802
- Karl Theodor von Dalberg 1802-1803 (m.1817, arcebispo de Ratisbona 1803-1810, Príncipe de Frankfurt 1806-1810, Grande Duque de Frankfurt 1810-1813)